# Vok z Kravař a Jičína
Vok z Kravař a Jičína (kolem roku 1340–1386) byl moravský šlechtic z rodu pánů z Kravař.

## Život
Vok se narodil kolem roku 1340 a je poprvé zmíněn roku 1366. Jeho otcem byl Drslav z Kravař, matkou Eliška ze Šternberka. Při dělení majetku po otci zdědil hrady Starý Jičín s panstvím, Freundsberg se vsetínským panstvím a Rožnov s panstvím. 
Někdy kolem roku 1370 se oženil s Annou ze Šternberka z české větve tohoto rodu a roku 1372 uvádí svého prvorozeného syna Ješka. Je možné, že byl však ženat dvakrát. Po roce 1375 začal s nástupem moravského markraběte Jošta i Vokův nástup do vysoké politiky. V roce 1380 se stal nejvyšším komorníkem olomoucké cúdy.
Roku 1382 mu zemřel jeho prvorozený syn. V tomto období prováděl Vok různé majetkové transakce, při nichž kupoval, ale zejména prodával části svého zboží, jednotlivé vesnice. Vok zemřel roku 1386.

## Potomstvo
- Ješek (IV.) z Kravař (1372–1382)
- Vok II. z Kravař a Jičína (1383–1406)
- Lacek z Kravař a Jičína (–1408), biskup
- Anna z Kravař (1417–1420)
- Eliška z Kravař, manžel Předbor z Cimburku na Křídle